# Future Lover
«Future Lover» — песня армянской певицы Brunette, выпущенная 15 марта 2023 года. Песня представляла Армению на конкурсе песни «Евровидение 2023» после того, как Брюнет была выбрана Общественной телекомпанией Армении (AMPTV) для участия в конкурсе песни «Евровидение».

## Евровидение

### Внутренний отбор
Армянская песня для конкурса песни Евровидение 2023 была отобрана AMPTV в закрытом формате. 25 января 2023 года армянские СМИ сообщили, что певица Брюнетка была выбрана представлять страну с песней в стиле R&B, хотя AMPTV не дало комментариев, официально не подтвердив выбор певицы. 1 февраля 2023 года AMPTV официально подтвердило, что Брюнетка будет представлять Армению на Евровидении 2023. Певица заявила: «Я рада поделиться с вами этой новостью. Я просто создаю музыку, и на этот раз я поделюсь ею с европейской аудиторией!». Её песня Евровидения «Future Lover» была выпущена на YouTube- канале Евровидения 15 марта 2023 года. Он был выпущен на основных потоковых платформах пятью днями позже.

### На Евровидении
Согласно правилам Евровидения, все страны, за исключением страны-организатора и «Большой пятерки» (Франция, Германия, Италия, Испания и Великобритания), должны пройти в один из двух полуфиналов, чтобы побороться за место. финал; 10 лучших стран из каждого полуфинала выходят в финал. Европейский вещательный союз (EBU) разделил конкурирующие страны на шесть разных корзин на основе моделей голосования на предыдущих конкурсах, при этом страны с благоприятной историей голосования были помещены в одну корзину. 31 января 2023 года была проведена жеребьевка, в результате которой каждая страна попала в один из двух полуфиналов и была определена, в какой половине шоу они будут выступать. На конкурсе песня заняла 14-е место.

## Рекомендации
1. ↑  Vautrey, Jonathan. Armenia's Brunette releases her Eurovision 2023 song "Future Lover" (амер. англ.). wiwibloggs (15 марта 2023). Дата обращения: 20 марта 2023. Архивировано 20 марта 2023 года.
2. ↑  Percy, Lucy. Brunette to represent Armenia at Eurovision 2023 (амер. англ.). wiwibloggs (1 февраля 2023). Дата обращения: 20 марта 2023. Архивировано 26 марта 2023 года.
3. ↑  Granger, Anthony. 🇦🇲 Armenia: Brunette to Eurovision 2023 (брит. англ.). Eurovoix (1 февраля 2023). Дата обращения: 20 марта 2023. Архивировано 1 февраля 2023 года.
4. ↑  Granger, Anthony. Armenia: Brunette picked for Eurovision 2023. Eurovision World (1 февраля 2023). Дата обращения: 1 февраля 2023. Архивировано 23 марта 2023 года.
5. ↑  Granger, Anthony. 🇦🇲 Armenia: Brunette to Eurovision 2023? Eurovoix (25 января 2023). Дата обращения: 1 февраля 2023. Архивировано 1 февраля 2023 года.
6. ↑  Armenia pick Brunette for Eurovision (англ.). eurovision.tv (1 февраля 2023). Дата обращения: 1 февраля 2023. Архивировано 1 февраля 2023 года.
7. ↑  Farren, Neil. 🇦🇲 Armenia: Brunette Releases "Future Lover" (брит. англ.). Eurovoix (15 марта 2023). Дата обращения: 21 марта 2023. Архивировано 15 марта 2023 года.